# Langenaltheim
Langenaltheim település Németországban, azon belül Bajorországban. Lakosainak száma 2315 fő (2023. december 31.). Langenaltheim Treuchtlingen, Pappenheim, Solnhofen, Monheim és Mörnsheim községekkel határos.

## Népesség
A település népessége az elmúlt években az alábbi módon változott:
| Lakosok száma | 1663 | 1641 | 2383 | 2224 | 2212 | 2231 | 2227 | 2214 | 2282 | 2315 |
|               | 1840 | 1925 | 1970 | 1987 | 2012 | 2013 | 2015 | 2017 | 2021 | 2023 |